# Arrondissement Roermond (bestuur)
Het arrondissement Roermond was een arrondissement van het Verenigd Koninkrijk der Nederlanden tot aan het Verdrag van Londen in 1839. Het was een onderdeel van de provincie Limburg, die ook de arrondissementen Hasselt and Maastricht omvatte. Het was gelegen rond de stad Roermond.
Na de Belgische Opstand en het Verdrag van Londen werd het arrondissement verdeeld tussen Nederland en België. Het Belgische deel vormde de romp van het nieuwe arrondissement Maaseik, waarin ook het kanton  Peer van Hasselt werd overgenomen.
In het Nationaal Congres van België werd Roermond vertegenwoordigd door vijf gedelegeerden, onder wie Henri de Brouckère, die het later zou brengen tot eerste minister van België (1852–55).
Een arrondissement Roermond had tevoren ook deel uitgemaakt van het departement Nedermaas onder het eerste Franse keizerrijk.